# Mount Carmel (Indiana)
Pour les articles homonymes, voir Mount Carmel.
Mount Carmel est une municipalité située dans le comté de Franklin, dans l’État de l'Indiana, aux États-Unis. Lors du recensement de 2020, elle comptait 76 habitants.